# Priscula
Priscula es un género de arañas de la familia Pholcidae, orden Araneae. Fue descrito por Eugène Simon en 1893.

## Especies
- Priscula acarite (Huber, 2020)
- Priscula andinensis González-Sponga, 1999
- Priscula annulipes (Keyserling, 1877)
- Priscula binghamae (Chamberlin, 1916)
- Priscula bolivari (Huber, 2020)
- Priscula chejapi González-Sponga, 1999
- Priscula gularis Simon, 1893
- Priscula huila Huber, 2000
- Priscula lagunosa González-Sponga, 1999
- Priscula limonensis González-Sponga, 1999
- Priscula paeza Huber, 2000
- Priscula paila (Huber, 2020)
- Priscula pallisteri Huber, 2000
- Priscula piapoco Huber, 2000
- Priscula piedraensis González-Sponga, 1999
- Priscula salmeronica González-Sponga, 1999
- Priscula taruma Huber, 2000
- Priscula tunebo Huber, 2000
- Priscula ulai González-Sponga, 1999
- Priscula venezuelana Simon, 1893